# VK Lokomotiv Kaliningrad
VK Lokomotiv Kaliningrad är en volleybollklubb (damer) från Kaliningrad, Ryssland. Klubben grundades 9 april 2018 av Kaliningrad oblast. Det ryska volleybollförbundet tillät att klubben började spela direkt i Ryska superligan i volleyboll. Där har klubben varit framgångsrik med ett vunnet mästerskap och två andraplatser